# Rostarzewo
Rostarzewo is een plaats in het Poolse district  Grodziski (Groot-Polen), woiwodschap Groot-Polen. De plaats maakt deel uit van de gemeente Rakoniewice en telt 1400 inwoners.

## Verkeer en vervoer
- Station Rostarzewo